# خورشیدگرفتگی ۳ دسامبر ۱۹۱۸
خورشیدگرفتگی ۳ دسامبر ۱۹۱۸ (به انگلیسی: Solar eclipse of December 3, 1918) یک خورشیدگرفتگی از نوع خورشیدگرفتگی حلقه‌ای است. این خورشیدگرفتگی در تاریخ ۳ دسامبر ۱۹۱۸ میلادی (‎۱۱ آذر ۱۲۹۷ خورشیدی) روی داد که زمان اوج آن، ساعت ۱۵:۲۲:۰۲ به‌وقت ساعت هماهنگ جهانی بوده‌است. مدت زمان و طول این خورشیدگرفتگی ۷ دقیقه و ۶ ثانیه بود.